# Isola di Wallops
L'Isola di Wallops è un'isola di 16 km² situata lungo la costa orientale della Virginia nella Contea di Accomack. Fa parte delle Virginia Barrier Islands, una catena di isole sabbiose e strette separate dalla terraferma da stretti canali, che si estende lungo tutta la costa orientale della penisola di Delmarva. L'isola di Wallops si trova a sud dell'isola di Chincoteague, una popolare meta turistica.

## Storia

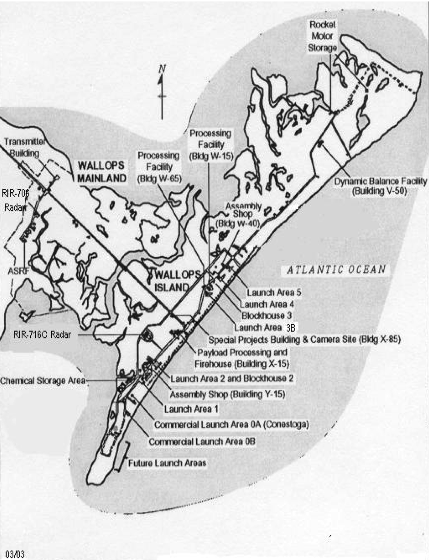
Mappa dell'isola

La proprietà dell'isola di Wallops, originariamente conosciuta come isola Kegotank, venne affidata nel 1692 dalla corona britannica a John Wallop, da cui il nome dell'isola. Sull'isola vennero impiantate delle fattorie e la sua proprietà venne tramandata di generazione in generazione. Successivamente, la proprietà dell'isola passò allo stato della Virginia. Tra il 1878 e il 1882 venne insediata sull'isola una stazione di salvataggio, dedicata al supporto ai naufraghi. Negli anni successivi l'isola si sviluppò come metà turistica e come area dedicata alla caccia e alla pesca, finché il governo federale impiantò una base navale nel corso della seconda guerra mondiale. Venne costruita una pista di atterraggio e degli edifici per le unità militari a supporto, che formarono la Chincoteague Naval Air Station.
Nel maggio 1945 venne avviata la costruzione della prima base missilistica, gestita dal Langley Field Research Center del National Advisory Committee for Aeronautics (N.A.C.A.), coi primi test effettuati nel mese di giugno, e tra il 1945 e il 1949 venne completato l'acquisto dell'intera isola da parte del governo federale. Nel 1947 la Marina statunitense iniziò ad utilizzare i due terzi settentrionali dell'isola per effettuare test su armamenti per aeroplani. La base navale venne chiusa nel giugno 1959 e progressivamente tutta la gestione dell'isola passò alla neonata NASA, che prese in consegna sia la vecchia base della marina statunitense sia le strutture gestite dal Langley Field Research Center. Nel 1960 l'isola venne collegata alla terraferma attraverso un ponte. Negli anni settanta le attività di ricerca sull'isola cambiarono e il centro NASA venne rinominato Wallops Flight Center. Nel 1981 l'isola divenne parte del Goddard Space Flight Center della NASA e il centro cambiò nome in Wallops Flight Facility.
Sull'isola è presente anche il Wallops Island National Wildlife Refuge, una riserva naturale creata il 10 luglio 1975 su una superficie di 1,51 km² (373 acri), concessa dalla NASA e gestita dallo United States Fish and Wildlife Service.